# Canton de Garges-lès-Gonesse-Ouest
Le canton de Garges-lès-Gonesse-Ouest est une ancienne division administrative française, située dans le département du Val-d'Oise et la région Île-de-France.

## Composition
Le canton de Garges-lès-Gonesse-Ouest était composé d'une fraction de la commune de Garges-lès-Gonesse.

## Histoire
Canton créé en 1985 (décret du 31/01/1985) en divisant le canton de Garges-lès-Gonesse. (voir canton de Garges-lès-Gonesse-Est).
Il disparait en 2015.

## Représentation
| Période | Période | Identité        | Étiquette            | Qualité |
| ------- | ------- | --------------- | -------------------- | --- |
| 1985    | 1994    | Henri Cukierman | PCF                  | Chauffeur Maire de Garges-lès-Gonesse (1978-1995) Conseiller général du canton de Garges-lès-Gonesse (1982-1985) |
| 1994    | 2015    | Michel Montaldo | RPR puis UMP puis PR | Médecin généraliste, adjoint au maire de Garges-lès-Gonesse (1995-2004)                                          |

## Démographie
| 1990   | 1999   | 2006   | 2011   | 2012   |
| ------ | ------ | ------ | ------ | ------ |
| 18 765 | 17 780 | 17 905 | 18 288 | 18 708 |